# Февр, Флоранс
Флоранс Ванида Февр — французско-таиландская актриса и модель, в первую очередь известная по роли Джульетты в сериале «Пространство», а также роли Синары в сериале «Агенты «Щ.И.Т.»».

## Карьера
Февр родилась на юге Франции, в городе Экс-ан-Прованс. Она и её семья переехали в Бангкок, Таиланд, где Флоренс начала свою актерскую карьеру в возрасте 13 лет. Она постоянно принимала участие в различных телевизионных сериалах для подростков. Когда она окончила среднюю школу, она была выбрана на ведущую роль в фильме The Siam Renaissance (англ.), второй по известности фильм в Таиланде. Она была номинирована на награду лучшей актрисы на международном кинофестивале в Бангкоке. Затем она переехала в Нью-Йорк, где снялась в фильмах Chok-Dee (англ.) и The Elephant King (англ.). Февр участвовала сериалах Последователи и Как преуспеть в Америке.
В 2015 году Февр сыграла одну из ведущих ролей Джульетты в сериале Пространство. При подготовке к роли Февр перечитала одноименную серию Экспансия.
В 2017 году Флоренс сыграла второстепенную роль Синары в сериале Агенты «Щ.И.Т.». Для роли ей специально наносили грим на лицо и открытые участки кожи.

## Фильмография
| Год       |   | Русское название             | Оригинальное название     | Роль                    |
| --------- | - | ---------------------------- | ------------------------- | ----------------------- |
| 2004      | ф |                              | The Siam Renaissance      | Маничен                 |
| 2005      | ф |                              | Chok-Dee                  | Ким                     |
| 2006      | ф |                              | The Elephant King         | Лек                     |
| 2008      | ф |                              | The Coffin                | Друг Зои                |
| 2009      | ф |                              | Giver Taker Heartbreaker  | Шарлота                 |
| 2009      | с | Короли                       | Kings                     | Горячая секретарша      |
| 2010      | с | Как преуспеть в Америке      | How to Make It in America | Селин                   |
| 2014      | с | Последователи                | The Following             | Серена                  |
| 2014      | с |                              | Alpha House               | Теата Такаира           |
| 2015      | с | Пространство                 | The Expanse               | Джульетта Андромеда Мао |
| 2017      | с | Путешествие в машине времени | Time After Time           |                         |
| 2017      | с | Булл                         | Bull                      | Клаудин Каффри          |
| 2017—2018 | с | Агенты «Щ.И.Т.»              | Agents of S.H.I.E.L.D.    | Синара                  |